# 小行星145534
中大星（145534 Jhongda），臨時編號2006 GJ，是小行星帶的一顆小行星。2006年4月1日由楊庭彰和葉泉志在國立中央大學鹿林天文台發現。
該小行星以國立中央大學的簡稱「中大」命名。

## 外部連結
- JPL Small-Body Database Browser on 145534 Jhongda